# EN322

## Vila Real - Alijó
A EN322 é uma estrada nacional que integra a rede nacional de estradas de Portugal.
A estrada entre Sabrosa e Alijó foi regionalizada, por isso a estrada termina em Sabrosa. Todo o percurso da estrada é uma variante à antiga N322, sendo um ótimo acesso da A24 a Sabrosa.